# Deutschsprachige Emigration nach Bolivien 1933–1945
Die deutschsprachige Emigration nach Bolivien 1933–1945 betraf mindestens 12.000 Personen, von denen viele über die nordchilenischen Häfen Antofagasta und Arica ins Land kamen und sich mehrheitlich in La Paz niederließen. Viele dieser Flüchtlinge zogen bereits vor 1943 entweder in die USA oder benachbarte lateinamerikanische Länder weiter. 1945 lebten nur noch etwa 4.800 Emigranten in Bolivien.

## Einwanderung mit gesetzlichen Hindernissen
In Relation zur eigenen Einwohnerzahl hat kein amerikanischer Staat mehr jüdischen Emigranten das Leben gerettet. Dennoch wurden die Einwanderungsgesetze Boliviens seit 1938 verschärft und waren durch rassistische Argumentation geprägt. In einem „Circular Ministerial“, das an die Konsulate versandt wurde, hieß es im Juni 1938, die Grenzen Boliviens stünden allen Flüchtlingen offen, dies gelte jedoch nicht für „inmigrantes negros“ und andere Menschen, die eine Gefahr für die Bewahrung und Verbesserung der bolivianischen Rasse („raza boliviana“) darstellten. Im Mai 1939 wurde jede Einwanderung für sechs Monate untersagt, ab August 1939 durften nur noch Landwirte und Menschen, die ein Kapital von mindestens 1.250 US-Dollar vorweisen konnten, einreisen. Am 30. April 1940 beendete ein Gesetz die Einreise nach Bolivien auf unbeschränkte Zeit. Bereits erteilte Visa blieben aber für ein Vierteljahr gültig.